# Лениште
Лениште (мкд. Лениште) је насеље у Северној Македонији, у јужном делу државе. Лениште припада општини Прилеп.

## Географија
Насеље Лениште је смештено у јужном делу Северне Македоније. Од најближег већег града, Прилепа, насеље је удаљено 8 km југоисточно.
Лениште се налази на источном ободу Пелагоније, највеће висоравни Северне Македоније. Село је смештено на северним падинама Селечке планине. надморска висина насеља је приближно 790 метара.
Клима у насељу је планинска због знатне надморске висине.

## Становништво
По попису становништва из 2002. године, Лениште је било без становника.
Претежно становништво у насељу су били етнички Македонци.
Већинска вероисповест у насељу било је православље.